# John Dollond
John Dollond (1706-1761) là nhà vật lý, nhà thiên văn học người Anh. Ông là người phát minh ra kính tiêu sắc vào năm 1758 và được nhận bằng sáng chế cho phát minh đó. 